# Головин, Харлампий Сергеевич
Харла́мпий Серге́евич Голови́н (1844—1904) — русский учёный в области теории упругости и строительной механики, военный инженер и профессор; попечитель Санкт-Петербургского учебного округа.

## Биография
Родился 1 (13) февраля 1844 года в Рязанской губернии, в дворянской семье. Окончил Александровский Брестский кадетский корпус, Константиновское военное училище (1863) и Николаевскую инженерную академию с занесением имени на мраморную доску (1868). В 1863 году получил первое офицерское звание; в 1878 году произведён в полковники.
Работал на постройке Московско-Ярославской железной дороги, сначала — начальником дистанции, затем занимался проектированием и расчётом подвижного состава Ярославско-Вологодской узкоколейной железной дороги. Через четыре года Х. С. Головин вернулся в Петербург, где прослушал полный курс физико-математических дисциплин в Петербургском университете.
В 1875 году был направлен Николаевской инженерной академией за границу и в течение года слушал лекции Г. Кирхгофа и Г. Гельмгольца в Берлине, занимался проектированием паровых машин в Льеже. В 1876 году был избран адъюнкт-профессором Николаевской инженерной академии.
Добровольцем участвовал в русско-турецкой войне 1877—1878 годов.
В 1878 году стал читать лекции по строительной механике в инженерной академии и Петербургском технологическом институте.
В 1880 году дал первое точное решение задачи изгиба криволинейных стержней методами теории упругости.
В 1888—1891 годах он — профессор и помощник директора Харьковского технологического института; в 1891 году вернулся в Петербургский технологический институт — уже его директором. С 1 января 1891 года — действительный статский советник.
В 1892—1902 годы он состоял членом Инженерного совета Министерства путей сообщения, где занимался рассмотрением проектов мостов и различных сооружений на железных дорогах; принимал участие в работе жюри на многих всемирных выставках и, в частности, на выставках в Чикаго (1893) и Париже (1900), за работу, на которой он получил командорский крест ордена Почётного легиона. К этому времени он был уже награждён орденами: Св. Станислава 1-й ст. (1896), Св. Владимира 3-й ст. (1894), Св. Анны 2-й ст. (1885).
В 1902—1904 годах был попечителем Санкт-Петербургского учебного округа. В 1904 году был произведён в тайные советники и вскоре умер.

## Труды
- «Одна из задач статики твердого тела» («Известия Технологического Института», 1881)[4].
- «О внутренних натяжениях в стенках металлических цилиндров» (1888)[5]